# Отдыхающий Сатир
Отдыхающий Сатир (также известный как Satyre anapauomenos) — ряд скульптур, посвященных юному Сатиру, которые обычно связывают с древнегреческим скульптором Праксителем.
В мире известно более ста подобных работ, самые известные из которых находятся в Капитолийских музеях.

## Описание
Тип статуй «Отдыхающий Сатир» изображает молодого сатира, иногда называемого фавном, который часто изображён со шкурой пантеры, надетой на тело через плечо или помещенной на столбе рядом с ним. Сатир находится в расслабленной позе, опираясь правым локтем на ствол дерева, и опорной левой ногой; его правая нога — согнута. В ряде работ реставраторы добавляли различные атрибуты, в числе которых были флейты или свирели, в то время как левая рука находится на левом бедре, удерживая шкуру. Черты лица Сатира четко очерчены, волосы часто бывают вьющимися и удерживаются шнуром или короной. По словам искусствоведа Эстель Херлл, «Отдыхающий Сатир» первоначально был выставлен на улицах в Афинах.
В древнегреческой мифологии сатиры — спутники Диониса, бога виноградарства и виноделия, а также плодородия и театра. Как последователи Диониса, сатиры известны своей любовью к вину, женщинам и игре на музыкальных инструментах — трубах или флейтах. Сатиры упоминаются в гомеровских и орфических гимнах, баснях Эзопа, произведениях Овидия и Вергилия. В раннем греческом искусстве сатиры часто изображались грубыми, пожилыми и некрасивыми. Скульптору Праксителю приписывают создание в его работах более мягкого и молодого типа сатира. Присутствие шкуры пантеры на нём означает связь с живой природой. Включение в скульптуру музыкальных инструментов укрепляет связь сатира с Дионисом и его празднествами.
Две копии «Отдыхающего Сатира» Праксителя были найдены в садах Саллюстия, где также было несколько скульптур Дионисия. Другая копия статуи была найдена на вилле Боргезе и изначально была ошибочно принята за скульптуру Диониса. Пятая часть из приблизительно 115 сохранившихся копий — это миниатюры. По сравнению с крупномасштабными копиями этой скульптуры, у миниатюр отсутствует единообразие пропорций.
Скульптуры «Отдыхающего Сатира» Праксителя и других скульпторов находятся: в музее Прадо (Испания); в Эрмитаже (Россия); в Королевском замке, Варшава (Польша); в Ny Carlsberg Glyptotek, Копенгаген (Дания); в Археологическом музее древней Капуи в Санта-Мария-Капуа-Ветере (Италия); а также многих других местах.

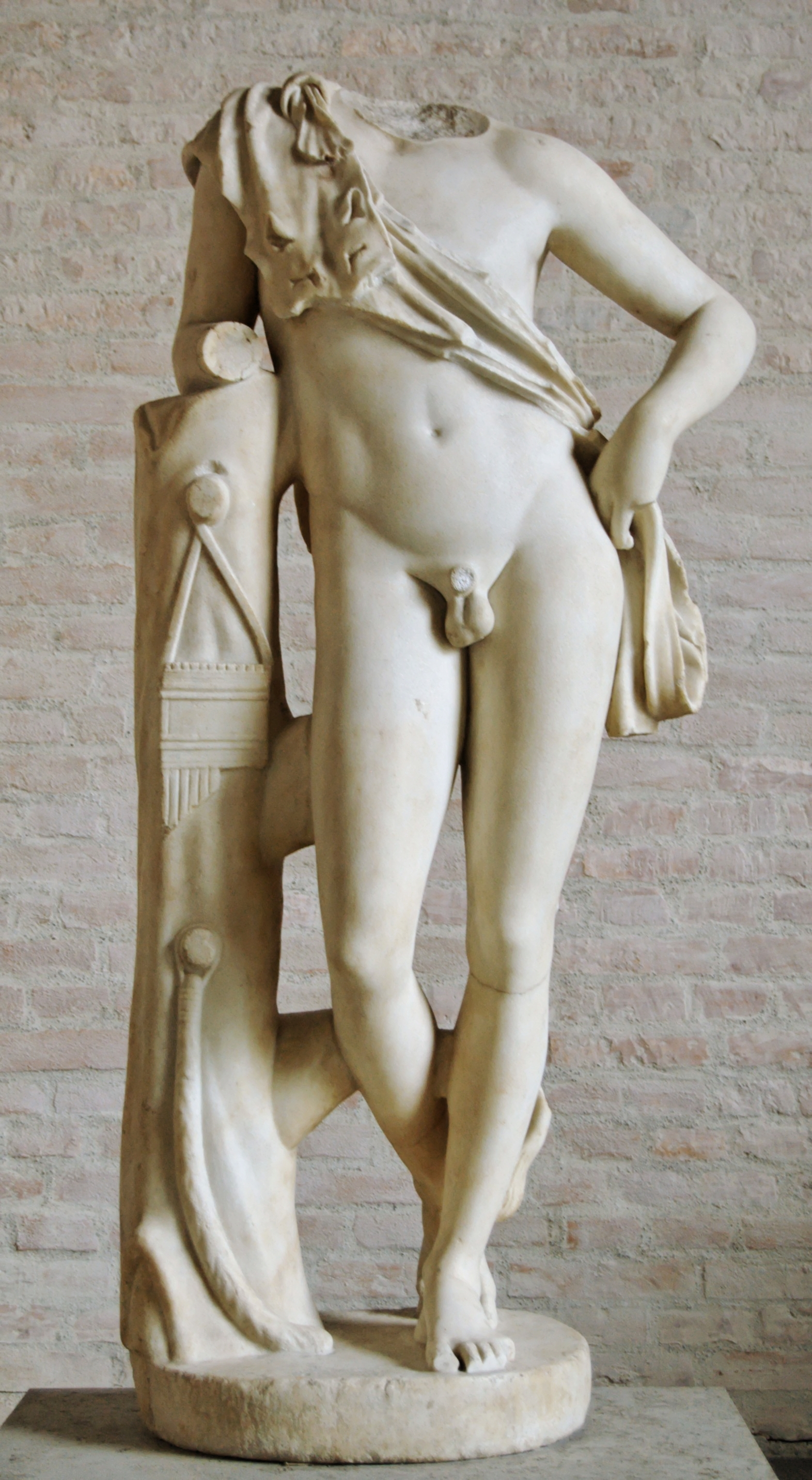
Munich Glyptothek, Мюнхен
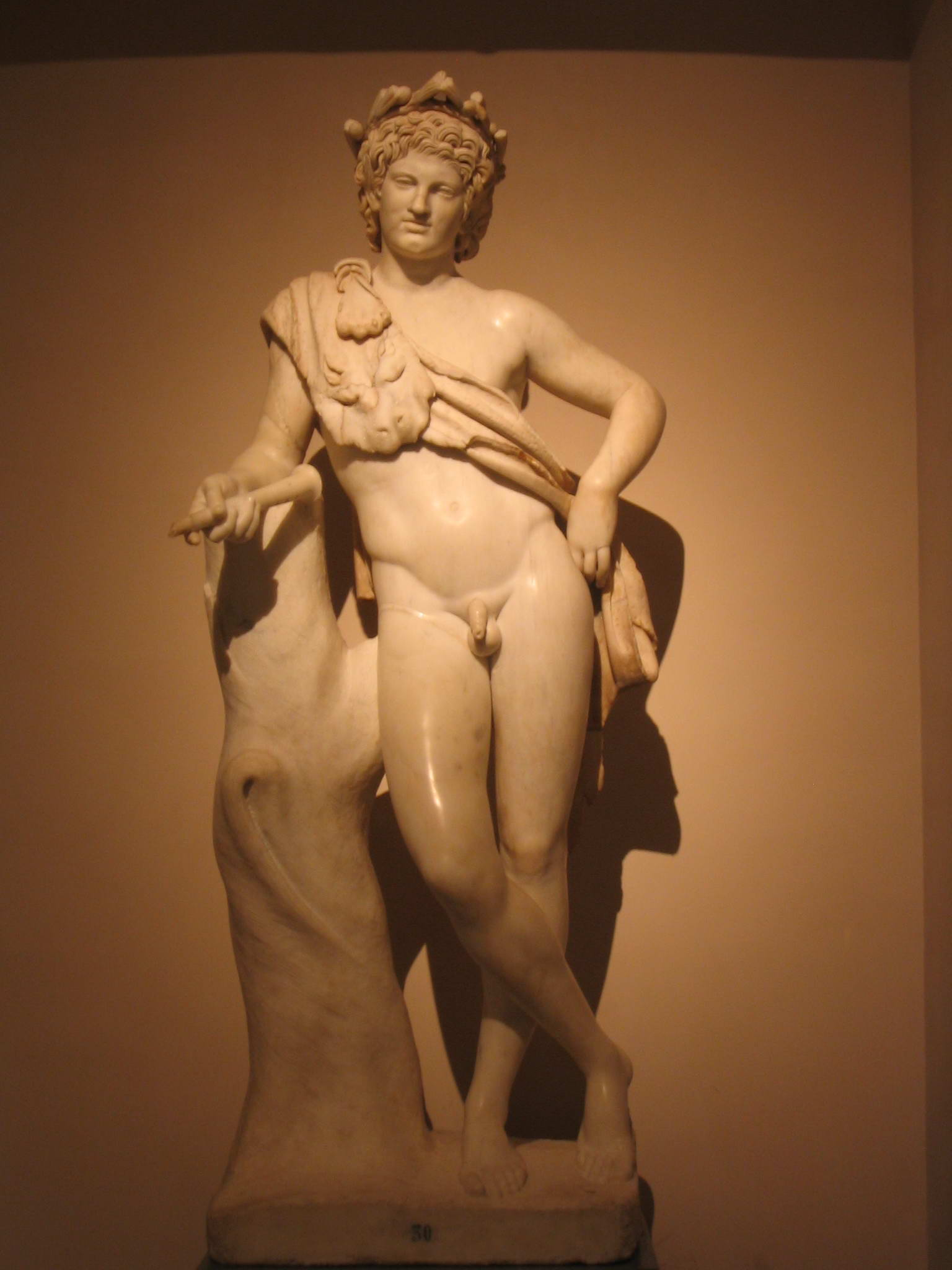
Прадо, Мадрид
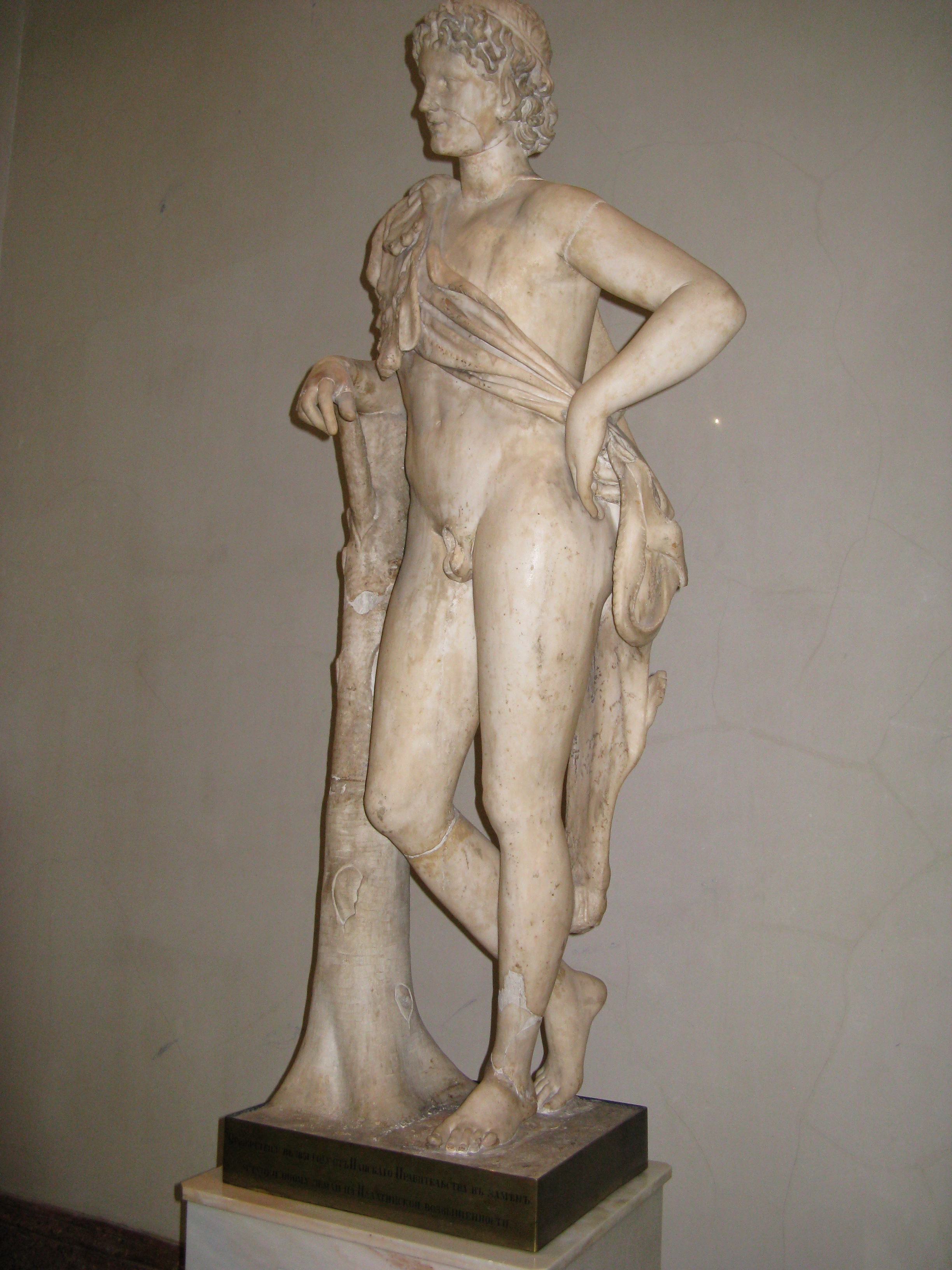
Эрмитаж, Санкт-Петербург
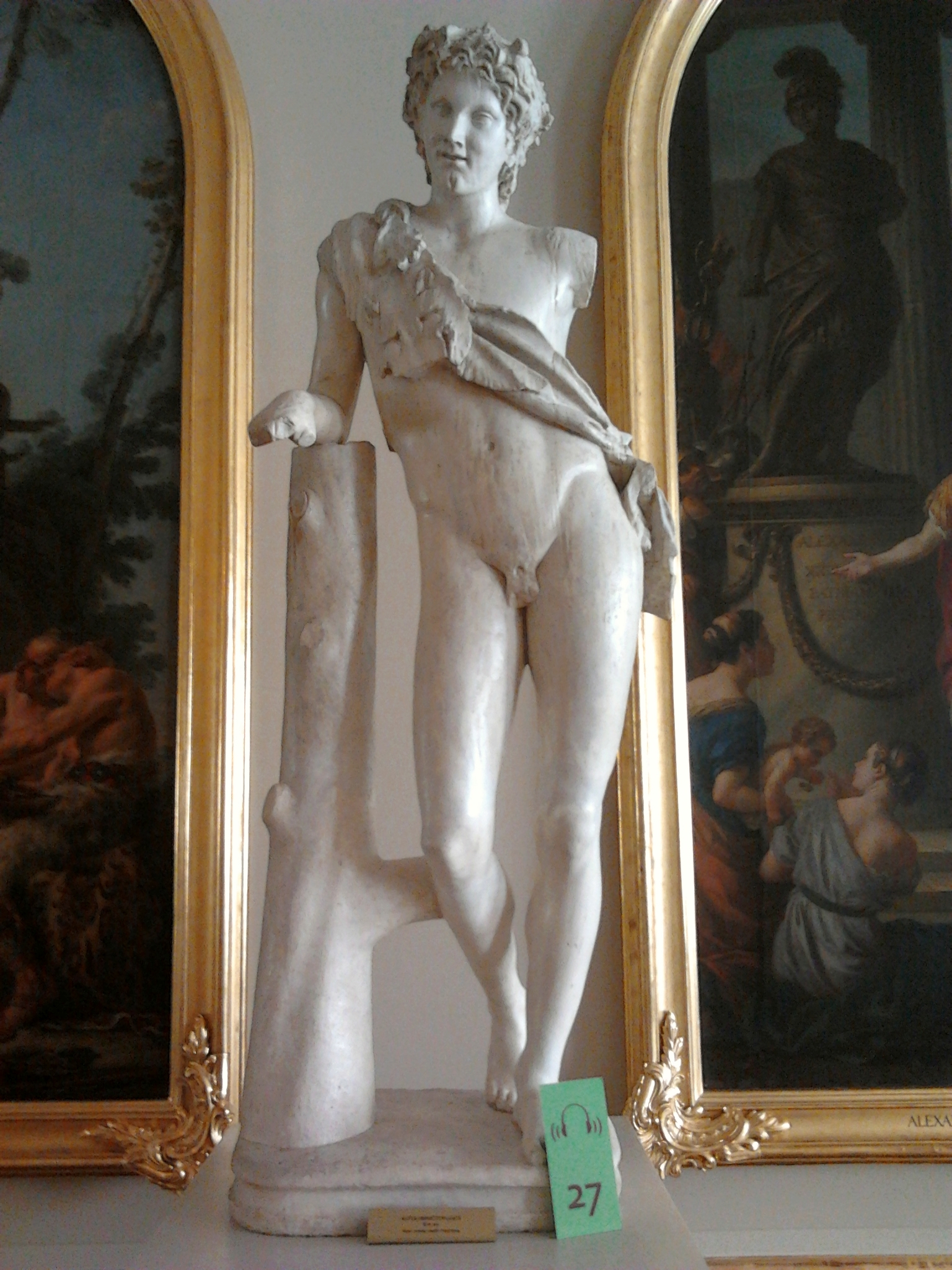
Королевский замок, Варшава
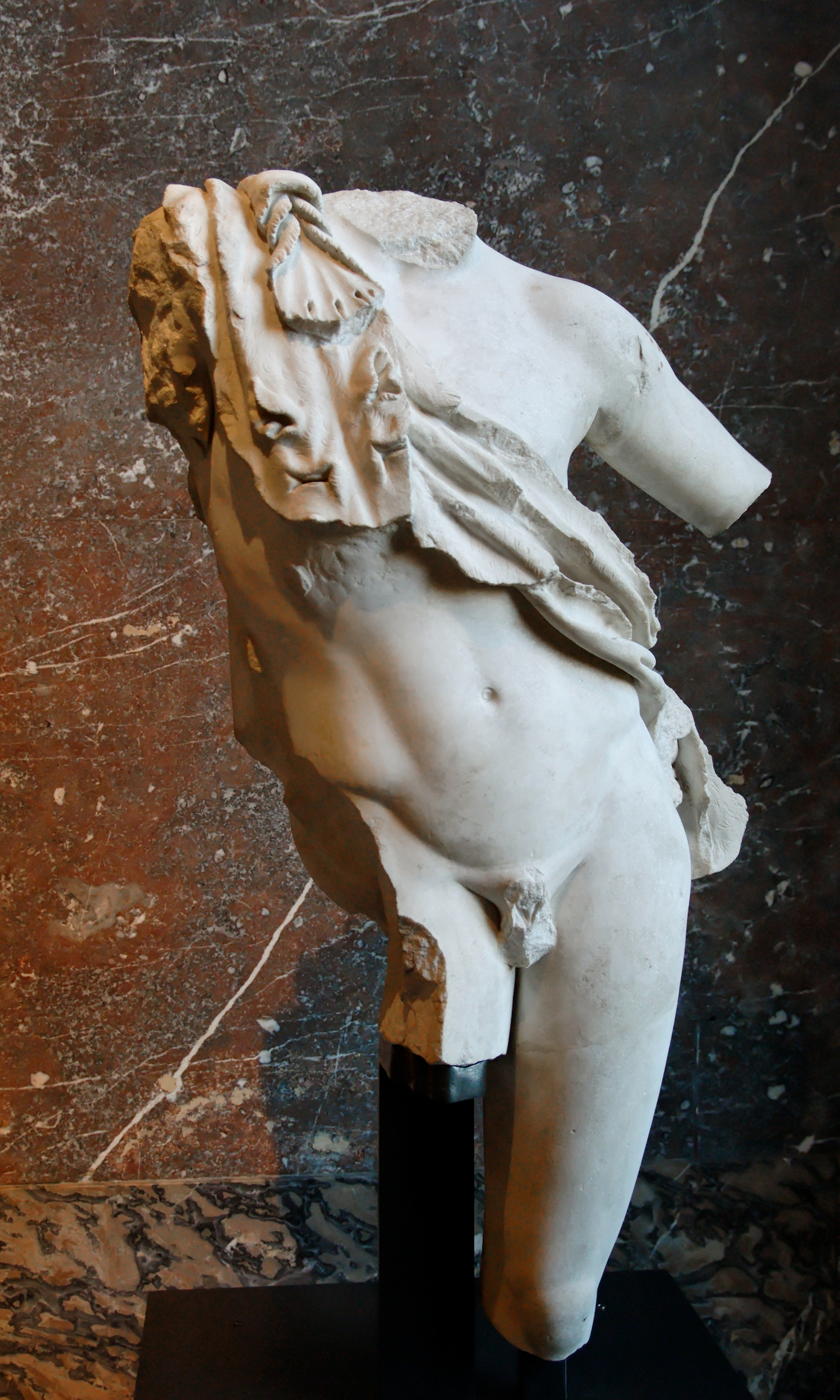
Лувр, Париж

В 1860 году американский писатель Натаниэль Готорн написал роман «Мраморный фавн» («The Marble Fawn»), вдохновлённый посещением Palazzo Nuovo на Капитолийском холме в Риме после переезда его семьи в Италию в 1858 году. В 1996 году этот роман был адаптирован в оперу на музыку Эллен Бендер (Ellen Bender) и либретто Джессики Тредуэй.